# Talon (Oblast' di Magadan)
Talon (in lingua russa Талон) è un centro abitato dell'Oblast' di Magadan, situato nell'Ol'skij rajon.